# Tony Luteijn
Abraham Pierre Tonny Luteijn (Batavia, 10 februari 1917 - Den Haag, 9 februari 2003) was een Nederlands legerofficier die in 1942 succesvol uit het Duitse krijgsgevangenenkamp Colditz ontsnapte. (In Engeland is Luteijn ook bekend onder de naam Tony Luteyn.)

## Tweede Wereldoorlog
Bij het begin van de Tweede Wereldoorlog in Nederland was Tony Luteijn cadet op de Koninklijke Militaire Academie (KMA). 
Na de Nederlandse capitulatie hoorde Luteijn bij een groep van 69 Nederlandse officieren die weigerden om de Duitsers hun erewoord te geven dat ze niet in verzet zouden komen. Deze officieren werden gevangengezet. Op 16 juli 1940 werden ze eerst naar het gevangenkamp in Soest geleid. In november 1940 werden ze verhuisd naar Juliusburg (Amalienstift), een oud klooster.
In juli 1941 werd de groep geïnterneerd in Slot Colditz. Daar zaten Britse, Poolse, Franse en Belgische krijgsgevangenen. Binnen twee maanden ontsnapten vier Nederlandse officieren uit Colditz. De luitenants Hans Larive en Francis Steinmetz, majoor C. Giebel en tweede luitenant Oscar Drijber ontsnapten naar Zwitserland en vandaar naar Engeland.
Op 5 januari 1942 ontsnapte Tony Luteijn samen met de Britse luitenant Airey Neave uit Colditz. Met een verkleedtruc kwamen ze uit het kasteel, waarna ze de vroege trein naar Leipzig namen. In Augsburg werden ze opgepakt door de politie, maar Luteijn en Neave wisten te ontsnappen. Ze liepen vervolgens 40 kilometer naar Biberach, namen de trein naar Stockach en wandelden verder naar Singen. Op de avond van de vierde dag bereikten ze de Zwitserse grens.
Na zijn succesvolle ontsnapping ging Luteijn naar Suriname en vandaar naar Australië, waar hij zich aansloot bij het Nederlands-Indische leger. Voor zijn ontsnapping kreeg Luteijn in 1943 het Bronzen Kruis.
Airey Neave ging bij de Britse geheime dienst werken, werd een beroemd Brits parlementslid en kwam in 1979 om het leven bij een bomaanslag door de INLA, een Ierse terreurgroep.